# Liste des titres musicaux numéro un au classement radio en France en 2010
Cette page liste les titres musicaux numéro un au classement radio en France pour l'année 2010 selon le Syndicat national de l'édition phonographique (SNEP).

## Classement des titres les plus diffusés par semaine
| №  | Date         | Artiste                         | Titre                     |
| -- | ------------ | ------------------------------- | ------------------------- |
| 34 | 23 août      | Taio Cruz                       | Dynamite                  |
| 35 | 30 août      | Flo Rida featuring David Guetta | Club Can't Handle Me      |
| 36 | 6 septembre  | Flo Rida featuring David Guetta | Club Can't Handle Me      |
| 37 | 13 septembre | Flo Rida featuring David Guetta | Club Can't Handle Me      |
| 38 | 20 septembre | Flo Rida featuring David Guetta | Club Can't Handle Me      |
| 39 | 27 septembre | Taio Cruz                       | Dynamite                  |
| 40 | 4 octobre    | Usher featuring Pitbull         | DJ Got Us Fallin' In Love |
| 41 | 11 octobre   | Usher featuring Pitbull         | DJ Got Us Fallin' In Love |
| 42 | 18 octobre   | Rihanna                         | Only Girl (In the World)  |
| 43 | 25 octobre   | Rihanna                         | Only Girl (In the World)  |
| 44 | 1er novembre | Rihanna                         | Only Girl (In the World)  |
| 45 | 8 novembre   | Rihanna                         | Only Girl (In the World)  |
| 46 | 15 novembre  | Rihanna                         | Only Girl (In the World)  |
| 47 | 22 novembre  | The Black Eyed Peas             | The Time (Dirty Bit)      |
| 48 | 29 novembre  | The Black Eyed Peas             | The Time (Dirty Bit)      |
| 49 | 6 décembre   | The Black Eyed Peas             | The Time (Dirty Bit)      |
| 50 | 13 décembre  | The Black Eyed Peas             | The Time (Dirty Bit)      |
| 51 | 20 décembre  | The Black Eyed Peas             | The Time (Dirty Bit)      |
| 52 | 27 décembre  | The Black Eyed Peas             | The Time (Dirty Bit)      |

## Classement des titres les plus diffusés de l'année
| №  | Artiste                         | Titre                                    |
| -- | ------------------------------- | ---------------------------------------- |
| 1  | Sean Paul featuring Zaho        | Hold My Hand                             |
| 2  | Taio Cruz                       | Dynamite                                 |
| 3  | Robert Francis                  | Junebug                                  |
| 4  | Taio Cruz featuring Ludacris    | Break Your Heart                         |
| 5  | Ke$ha                           | Tik Tok                                  |
| 6  | Lily Allen & Ours               | 22 (Vingt-deux)                          |
| 7  | Train                           | Hey, Soul Sister                         |
| 8  | Gaëtan Roussel                  | Help Myself (Nous ne faisons que passer) |
| 9  | Flo Rida featuring David Guetta | Club Can't Handle Me                     |
| 10 | David Guetta featuring Kid Cudi | Memories                                 |
| 11 | Vanessa Paradis                 | Il y a                                   |
| 12 | Usher featuring Will.i.am       | OMG (en)                                 |
| 13 | Rihanna                         | Rude Boy                                 |
| 14 | Owl City                        | Fireflies                                |
| 15 | Zaz                             | Je veux                                  |
| 16 | Shakira featuring Freshlyground | Waka Waka (This Time for Africa)         |
| 17 | Rihanna                         | Only Girl (In the World)                 |
| 18 | Lady Antebellum                 | Need You Know                            |
| 19 | Michael Bublé                   | Haven't Met You Yet                      |
| 20 | Julian Perretta                 | Wonder Why                               |

## Sources
- Classement radio hebdomadaire
- Bilan radio TV clubs 2010